# Алојз Колман Марок
Алојз Колман Марок (Забуковје, код Севнице, 1. јул 1911 — Копривник, 4. новембар 1944), учесник Народноослободилачке борбе и народни херој Југославије.

## Биографија
Рођен је 1. јула 1911. године у селу Забуковје, код Севнице. Кад му је било три године, отац му је погинуо у Првом светском рату, па се мајка вратила родитељима у Лончарјев дол, код Севнице. Радила је код имућних сељака и на разним другим пословима.
Колман је у Боштајну завршио четири разреда основне школе, а после је радио као чобанин код сељака. Неколико година касније дошао је у Љубљану код тетке и ступио као шегрт на пекарски занат. Године 1931. позван је на одслужење кадровског рока. Пошто је волео војнички позив, пријавио се за пешадијску подофицирску школу. Из Марибора, 1932. године, је био премештен у Љубљану, убрзо после покушаја побуне у Школи за резервне официре. Није познато је ли имао неке везе с побуњеницима. Кратко време пред завршетак школовања, 1934. године се потукао с једним официром који је малтретирао питомце. Због тога је с једним другом побегао у Италију, с којом су се односи те године погоршали, због давања помоћи атентаторима на краља Александра. Из Италије је Колман побегао у Француску, где је ступио у Легију странаца.
Кад је завршио легионарску обуку, упућен је у северну Африку. Највише је боравио у Мароку, по коме је и добио касније партизанско име. По непоузданим подацима, био је извесно време и у Индокини. Ускоро је побегао из Легије странаца и запослио се на неком броду као ложач.
Године 1939. вратио се преко Аустрије у Југославију. У Јесеницама је, као војни бегунац, био ухапшен под сумњом да је био у Шпанији. Војни суд у Загребу га је осудио је на шеснаест месеци затвора, али му је казна смањена на осам месеци. Казну је одслужио у Лепоглави. Пуштен је уочи рата, након чега се вратио кући, али је ускоро, априла 1941, морао опет у војску. Избегао је заробљавање и вратио се опет кући, али су га Немци ухапсили и послали на принудни рад у Книтенфелд, у Аустрији. После кратког времена вратио се кући и до одласка у партизане крио се по шумама.
Алојз се придружио партизанима посредовањем своје сестре, супруге Франца Вреска, познатог комунисте из Трбовља. Вреск је био у партизанима од |јула 1941, а ујесен исте године постао је комесар чете. Вреск је Колмана довео у чету која се спремала да учествује у акцији спречавања депортације становништва у Посавини.
Колман се врло брзо истакао као митраљезац у борби код села Тисје и у другим борбама. Чета се у децембру укључила у Штајерски батаљон, а већ у јануару 1942. године, Колман је постао војни инструктор. Марта је већ био командир чете, када се истакао у борби на Пугледу.
Након формирања Прве штајерске бригаде, постављен је за команданта батаљона. Тада је и примљен у Комунистичку партију Југославије. После реорганизације бригаде у Другој групи одреда, постао је командант Савињског одреда. Као командант одреда, Колман се истакао приликом ослобођења интернираца из воза код Верда.
Учествовао је у свим борбама Друге групе одреда у време покрета преко Горењске за Штајерску. Тамо је постао командант Камнишког, а потом реорганизованог Камнишко-савињског одреда. Јуна 1943. године, Колман је наследио Франца Розмана Станета на дужности команданта Четврте оперативне зоне, када је овај постао командант Главног штаба Словеније. После преласка „Шландерове бригаде“ преко Саве, Колман је постао заменик команданта Петнаесте дивизије НОВЈ. У новембру је премештен на исту дужност у Осамнаестој дивизији и убрзо у Главни штаб за оперативног официра. Од пролећа до јесени 1944. године, био је заменик команданта Четврте оперативне зоне, а потом је постао командант Двадесете бригаде, која је имала задатак осигурања Главног штаба. Тада је имао чин мајора.
Погинуо је 4. новембра 1944. године у селу Копривник, кад су изненада у село ушли домобрани и приметили испред једне куће оседланог коња. По томе су закључили да је у кући официр. Колман је истрчао и почео да пуца, али је био погођен. Бранио се даље пиштољем, јер му је машинка испала из руку. Убио се последњим метком.
Одлуком Президијума Народне скупштине Федеративне Народне Републике Југославије, 20. децембра 1951. године, проглашен је за народног хероја.